# Hapoel Hadera
Hapoel Hadera ist ein israelischer Fußballverein aus Chadera, der gegenwärtig in der Ligat ha’Al spielt, der höchsten Spielklasse im israelischen Fußball. Seine Heimspiele absolviert der Verein derzeit im Netanja-Stadion.

## Geschichte

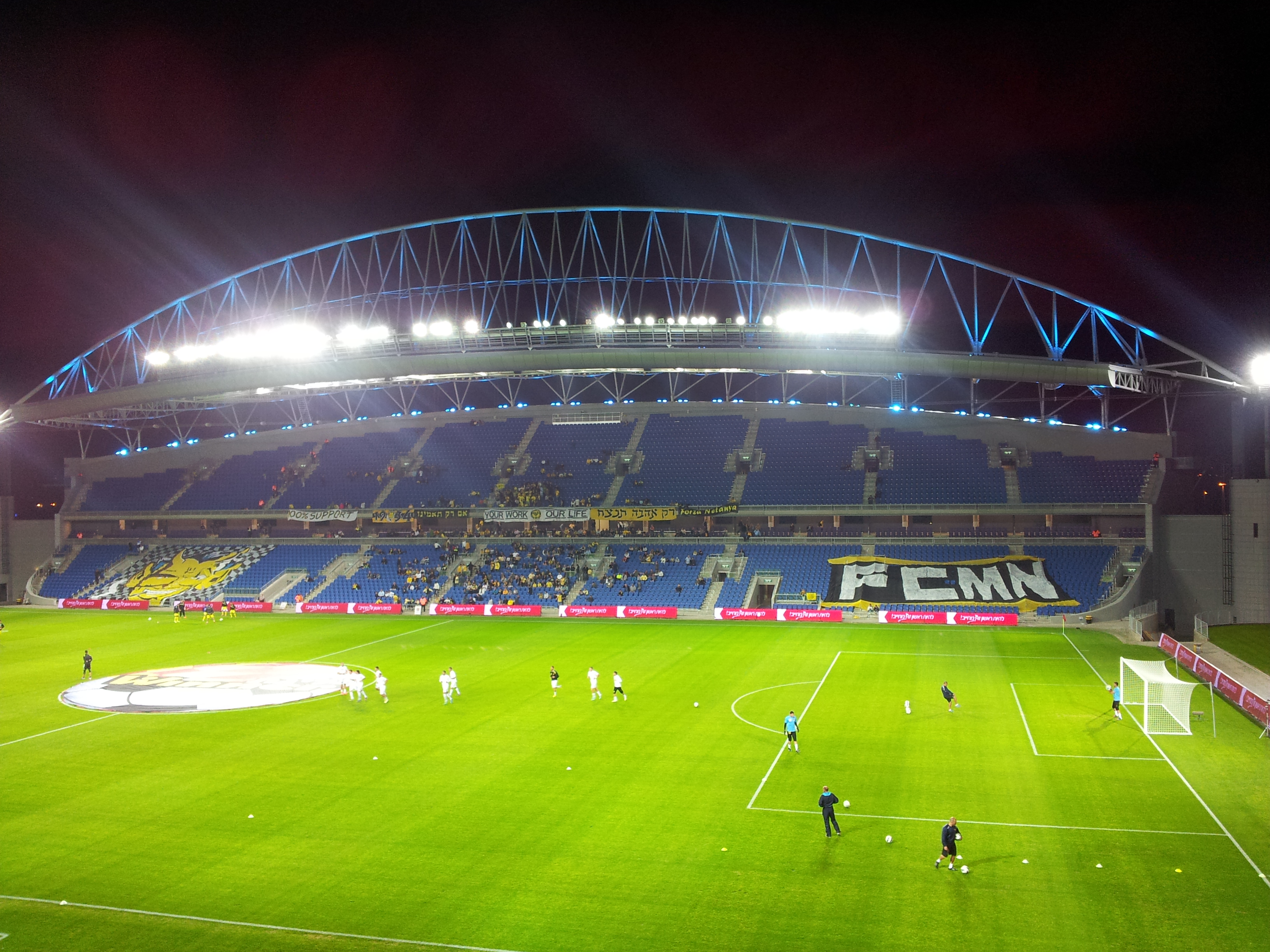
Das Heimstadion von Hadera

Der Verein wurde im Jahr 1936 gegründet, obwohl schon seit Beginn des Jahres 1928 in Chadera Vereinsfußball praktiziert wurde. Gegen Ende des Völkerbundsmandat für Palästina nahm der Verein 1946 erstmals am israelischen Fußballpokal sowie an der damals zweitklassigen Liga Bet (der heutigen vierten Spielklasse) teil. Während des Palästinakrieges wurde der Verein jedoch zunächst aufgelöst.
Nach der israelischen Unabhängigkeit wurde der Verein neu formiert und nahm zunächst am Ligawettbewerb der zweiten Liga teil. 1954 stieg der Verein von der zweitklassigen Liga Alef in die höchste Spielklasse auf. Am Ende der ersten Saison in Liga 1 stand nur der vorletzte Platz und damit der sofortige Wiederabstieg zu Buche. 1957 nahm Hapoel Hadera an den Play-offs um den Aufstieg in die Liga Leumit teil, verpasste den Aufstieg jedoch aufgrund der Tordifferenz um ein Tor.
Bis 1970 musste der Verein auf eine weitere Chance zum Aufstieg warten, bis die in der Saison 1969/70 als Zweitligameister den direkten Aufstieg schafften. Die Spielzeit 1970/71 im israelischen Oberhaus war sehr durchwachsen und Hadera entging nur knapp dem Abstieg und landete aufgrund der Tordifferenz vor Maccabi Petach Tikwa, für die es in Liga 2 ging. In der Folgesaison gelang dies jedoch kein weiteres Mal und Hadera stieg als Tabellenletzter ab. Der direkte Wiederaufstieg gelang Hadera als Vizemeister und mit dem 13. Platz in der Saison 1973/74, blieb man mit einem einzigen Punkt über dem Strich. In der Saison 1974/75 erreichte der Verein mit dem 7. Platz die beste Platzierung aller Zeiten, stieg aber in der folgenden Saison ab. Der Verein kehrte als Meister der Liga Artzit (der neuen zweiten Liga) ein zweites Mal direkt in die erste Liga zurück, stieg aber 1979 erneut ab und kehrte erst 2018 in die erste Liga zurück.
In den Jahren 1986 und 1989 gewann der Verein den israelischen Ligapokal der Zweiten Liga. 1994 wurden Hapoel Hadera zwölf Punkte abgezogen, nachdem sie in einem Ligaspiel gegen Hakoah Amidar Ramat Gan der Spielmanipulation für schuldig befunden wurden. 1997 stieg der Verein in die dritte Liga ab und stieg nach einer Umstrukturierung der Liga 1999 in die vierte Liga ab.
Im Jahr 2006 fusionierten alle Fußballvereine aus Chadera zum heutigen Verein namens Hapoel Hadera. Bereits in der folgenden Spielzeit gelang dem neuen Klub der Aufstieg in die Liga Alef, der dritthöchsten Spielklasse in Israel. In der Saison 2009/10 spielte Hapoel Hadera als konstanter Tabellenführer lange um den Aufstieg in die Liga Leumit mit, rutschte jedoch zu Saisonende noch auf den 3. Platz ab und verpasste den Aufstieg. Zwischen 2011 und 2016 befand sich der Verein hauptsächlich im Mittelfeld. 2017 wurde man schließlich Meister und stieg in die 2. Liga auf. Die Saison darauf beendete man als Vizemeister, womit Hapoel Hadera mit dem Durchmarsch aus der 3. Liga die Erstklassigkeit gelang. 2019 kam man bis ins Halbfinale des israelischen Pokals.

## Erfolge
- Ligapokal der Zweiten Liga: 1986, 1989

## Ehemalige Trainer
- Eli Cohen (1990–1992)

## Ehemalige Spieler
- Abdoulaye Cissé, ehemaliger guineischer Nationalspieler, Legionär in Frankreich, Serbien und Türkei, u. a. war er tätig in Serbien beim FK Novi Pazar
- Josip Tomašević, ehemaliger Jugendnationalspieler Kroatiens, Legionär bei Lokomotive Plowdiw und Atromitos Athen sowie in Bulgarien und Usbekistan
- Eylon Almog, ehemaliger Jugendnationalspieler Israels, Legionär beim TSV Hartberg in Österreich, sieben Jahre aktiv für Maccabi Tel Aviv
- Mohammad Abu Fani, ehemaliger Jugendnationalspieler Israels, Legionär beim Wolfsberger AC und Apollon Limassol
- Eliel Peretz, ehemaliger israelischer Nationalspieler, Legionär in Spanien, Legionär bei Borussia Mönchengladbach
- Toni Gomes, Nationalspieler Guinea-Bissaus, Legionär in England, Portugal, Türkei und Südkorea